# خافيير فوريس
خافيير فوريس (بالإسبانية: Javier Forés)‏ مواليد 16 سبتمبر 1985 في إسبانيا، هو متسابق دراجات نارية إسباني. نافس في سباقات بطولة العالم لفئة 125 سي سي. كما شارك في بطولة العالم للسوبربايك وبطولة العالم للسوبرسبورت.

## روابط خارجية
- خافيير فوريس على موقع MotoGP.com (الإنجليزية)
- خافيير فوريس على موقع WorldSBK.com (الإنجليزية)
- خافيير فوريس على موقع AS.com (الإسبانية)